# 2011 Голяма награда на Монако
2011 Голяма награда на Монако е 58-ото за Голямата награда на Монако и шести кръг от сезон 2011 във Формула 1, провежда се на 29 май 2011 година по улиците на Монте Карло, Монако.

## Репортаж

### Квалификация
По време на първата част на квалификацията (Q1) пилотите на Хиспания Рейсинг Витантонио Лиуци и Нараин Картекиан не записаха времена след като техните болиди са били повредени в свободната тренировка. Макар нито двата болида не бяха над 107% бариера стюардите разрешиха на дватама да участват в състезанието. Първата квалификационна и втора сесия е спечелена от Луис Хамилтън.
По време на третата част пилота на Заубер Серхио Перес направи тежка катастрофа при излизането от тунела към подхода на шикана, както това направи Нико Розберг от Мерцедес. Мексиканецът се удря право в мантинелата. Квалификацията е спряна 2:26 преди техния край. Отне повече от половин час маршалите и докторите да измъкнат Перес от унищожената кола. Неговият инцидент към мантинелата е същия сценарии който сполетя Карл Вендлингер 17 години по-рано преди състезанието на ГП на Монако през 1994. Перес оцеля със само минимални контузии но той не взе участие за състезанието след тази катастрофа.
Пол-позишънът е спечелен от Себастиан Фетел с време 1:13.556. След него са Дженсън Бътън, Марк Уебър, Фернандо Алонсо и други. След квалификацията времето на Хамилтън постигнато в третата квалификационна сесия е отнето заради пресичане на шикана, пращайки от 7-а на 9-а позиция.

### Състезание
Себастиан Фетел койт спечели пола потегли отлично и запази първата си позиция след излизането на първия завой. Алонсо успя да заеме трета позиция след като изпревари Марк Уебър който направи лош старт. Хамилтън който стартира девети след отсъствието на Серхио Перес направи малък прогрес в началния тур. Фетел направи 2.4 секунди пре Бътън след края на първата обиколка. Германеца провдължаваше на прави силно състезание, което може да стане и успешна победа. Той трябва да спре в бокса в обиколка 16, но стопа е бавен. Това дава шанс на Дженсън да излезе начело.
Преди това Хамилтън имаше проблеми да изпревари Михаел Шумахер за битката на 8-а позиция. След около 5 – 6 обиколки британеца успя да го изпревари на първия завой. Това даде шанс и на Рубенс Барикело да го изпревари също.
В 30-а обиколка състезанието донесе и първата си жертва. Тимо Глок се удари след като задното ляво окачване се скъса, така се жълтите флагове да се появят само за да премахнат болида му от пистата.
След като Бътън успя да увеличи преднината пред Фетел, инцидент се случило малко в средата на колоната. Хамилтън и Маса направиха контакт на виража, което по-късно доведе и до отпадане за бразилеца на тунела. По същото време Шумахер получи повреда във въздушния еърбокс което доведе и по появяването на колата на сигурността. Фетел се намира начело след всичкия този хаос, и когато сейфти-кара излезе от пистата битката между Фетел, Бътън и Алонсо започна. Тримата са събрани около 3 секунди. Германеца запази зад него двамата бивши шампиони, макар че гумите започват да губят своя живот след като посети бокса в 16-а обиколка. Когато Бътън и Алонсо са в битка за второто място един инцидент ще се да се обърне като един неприятен хаос. В инцидента участваха Сутил, Хамитън, Алгерсуари и Петров. Сутил се наниза на мантинелите чиято задна лява гума се повреди. Хамилтън натисна спирачки след като Адриан загуби контрол. Но Алгерсуари нямаше такъв късмет и той се удари в задното крило на Макларън-а. Испанеца удари предпазната мантинела, принудейки Петров да го направи същото и двата болида се удариха челно в мантинелата. Това отново докара състезанието и колата на сигурността но това не е достатъчно и състезанието трябваше да бъде спряно заради тази катастрофа в 72 обиколка. По време на спирането механиците работиха усилено, за да поправят повреденото задно крило на Хамилтън. Състезанието ще продължи в 16:07 местно време.
След като руснакът е изваден от болида и пистата изчистена състезанието продъжли зад колата на сигурността което продължи в края на 73 обиколка. Но на 74-та отново жълтите флагове се развяха на първия завой след като Пастор Малдонадо се заби в стената след контакт с Хамилтън. След 78 обиколки Себастиан Фетел спечели състезанието пред Алонсо и Бътън на втора и трета позиция.

## Класиране

### Състезание
| Поз | No | Пилот            | Конструктор         | Обиколки | Време/Отпадане | Място | Точки |
| --- | -- | ---------------- | ------------------- | -------- | -------------- | ----- | ----- |
| 1   | 1  | Себастиан Фетел  | Ред Бул-Рено        | 78       | 2:09:38.373    | 1     | 25    |
| 2   | 5  | Фернандо Алонсо  | Ферари              | 78       | +1.138         | 4     | 18    |
| 3   | 4  | Дженсън Бътън    | Макларън-Мерцедес   | 78       | +2.378         | 2     | 15    |
| 4   | 2  | Марк Уебър       | Ред Бул-Рено        | 78       | +23.101        | 3     | 12    |
| 5   | 16 | Камуи Кобаяши    | Заубер-Ферари       | 78       | +26.916        | 12    | 10    |
| 6   | 3  | Луис Хамилтън    | Макларън-Мерцедес   | 78       | +47.210        | 9     | 8     |
| 7   | 14 | Адриан Сутил     | Форс Индия-Мерцедес | 77       | +1 Об.         | 14    | 6     |
| 8   | 9  | Ник Хайдфелд     | Рено                | 77       | +1 Об.         | 15    | 4     |
| 9   | 11 | Рубенс Барикело  | Уилямс-Косуърт      | 77       | +1 Об.         | 11    | 2     |
| 10  | 18 | Себастиен Буеми  | Торо Росо-Ферари    | 77       | +1 Об.         | 16    | 1     |
| 11  | 8  | Нико Розберг     | Мерцедес            | 76       | +2 Об.         | 7     |       |
| 12  | 15 | Пол ди Реста     | Форс Индия-Мерцедес | 76       | +2 Об.         | 13    |       |
| 13  | 21 | Ярно Трули       | Лотус-Рено          | 76       | +2 Об.         | 18    |       |
| 14  | 20 | Хейки Ковалайнен | Лотус-Рено          | 76       | +2 Об.         | 17    |       |
| 15  | 25 | Жером Д'Амброзио | Върджин-Косуърт     | 75       | +3 Об.         | 21    |       |
| 16  | 23 | Витантонио Лиуци | Хиспания-Косуърт    | 75       | +3 Об.         | 23    |       |
| 17  | 22 | Нараин Картекиан | Хиспания-Косуърт    | 74       | +4 Об.         | 22    |       |
| 18  | 12 | Пастор Малдонадо | Уилямс-Косуърт      | 73       | Катастрофа     | 8     |       |
| Отп | 10 | Виталий Петров   | Рено                | 67       | Катастрофа     | 10    |       |
| Отп | 19 | Хайме Алгерсуари | Торо Росо-Ферари    | 66       | Катастрофа     | 19    |       |
| Отп | 6  | Фелипе Маса      | Ферари              | 32       | Катастрофа     | 6     |       |
| Отп | 7  | Михаел Шумахер   | Мерцедес            | 32       | Двигател       | 5     |       |
| Отп | 24 | Тимо Глок        | Върджин-Косуърт     | 30       | Окачване       | 20    |       |

## Класиране след състезанието
| Поз | Пилот           | Точки |
| --- | --------------- | ----- |
| 1   | Себастиан Фетел | 143   |
| 2   | Луис Хамилтън   | 85    |
| 3   | Марк Уебър      | 79    |
| 4   | Дженсън Бътън   | 76    |
| 5   | Фернандо Алонсо | 69    |
| 6   | Ник Хайдфелд    | 29    |
| 7   | Нико Розберг    | 26    |
| 8   | Фелипе Маса     | 24    |
| 9   | Виталий Петров  | 21    |
| 10  | Камуи Кобаяши   | 19    |

| Поз | Конструктор         | Точки |
| --- | ------------------- | ----- |
| 1   | Ред Бул-Рено        | 222   |
| 2   | Макларън-Мерцедес   | 161   |
| 3   | Ферари              | 93    |
| 4   | Рено                | 50    |
| 5   | Мерцедес            | 40    |
| 6   | Заубер-Ферари       | 21    |
| 7   | Форс Индия-Мерцедес | 10    |
| 8   | Торо Росо-Ферари    | 7     |
| 9   | Уилямс-Косуърт      | 2     |